# The RAND Journal of Economics
The RAND Journal of Economics (RJE)  ist eine wirtschaftswissenschaftliche Fachzeitschrift, die durch die RAND Corporation in Zusammenarbeit mit dem Verlag Wiley-Blackwell herausgegeben wird. Sie hatte zwei Vorgängerzeitschriften: von 1970 bis 1974 The Bell Journal of Economics and Management Science und von 1975 bis 1983 The Bell Journal of Economics.

## Geschichte
Die Zeitschrift The Bell Journal of Economics and Management Science, der Vorläufer des RAND Journal of Economics, wurde erstmals 1970 mit zwei Ausgaben pro Jahr publiziert und erschien bis 1974. Sie wurde ab 1975 unter dem Titel The Bell Journal of Economics weitergeführt. 1984 wurde die Zeitschrift in The RAND Journal of Economics umgetauft. Seit 2006 wird die Zeitschrift durch die RAND Corporation in Zusammenarbeit mit dem Verlag Wiley-Blackwell herausgegeben.

## Inhalte
Ziel des RAND Journal of Economics ist es Forschung bezüglich des Verhaltens regulierter Wirtschaftszweige, der ökonomischen Analyse von Organisationen und allgemeiner angewandter Mikroökonomie zu unterstützen und zu ermutigen. Sowohl theoretische als auch empirische Manuskripte im Bereich der ökonomischen Analyse des Rechts werden willkommen geheißen.

## Redaktion
Gegenwärtiger Chefredakteur des Rand Journal of Economics ist James Hosek, unterstützt durch sieben Redakteure (Mark Armstrong, Benjamin E. Hermalin, David Martimort, Aviv Nevo, Marc Rysman, Kathryn E. Spier, Chad Syverson) sowie 22 Associate Editors.

## Rezeption
In einer Studie von Kalaitzidakis et al. (2003) belegte das RAND Journal of Economics Platz 16 von 159 ausgewerteten Publikationen, stieg jedoch in einer aktualisierten Studie von Kalaitzidakis et al. (2011) auf Platz 17 von 209 verglichenen Publikationen ab. Im wirtschaftswissenschaftlichen Publikationsranking des Tinbergen-Instituts an der Universität Amsterdam wird das RAND Journal of Economics in der Kategorie A („sehr gute allgemeine wirtschaftswissenschaftliche Fachzeitschriften und Spitzenzeitschriften im jeweiligen Fachgebiet“) geführt. Eine weitere Studie der französischen Ökonomen Pierre-Phillippe Combes und Laurent Linnemer listet das Journal mit Rang 13 wirtschaftswissenschaftlichen Zeitschriften in die zweitbeste Kategorie AA ein.